# Essex (grofija)
Essex je grofija in nevelemestna pokrajina v vzhodnem delu Anglije. Leži severovzhodno od Večjega Londona in je ena najbolj gosto poseljenih pokrajin v Angliji. Glavno mesto grofije je Chelmsford.
Deli grofije, ki ležijo blizu Londona, so del velemestnega zelenega obroča, v katerih je prepovedana preobsežna gradnja. V grofiji so tudi nakupovalno središče Lakeside in letališče London Stansted Airport.